# União da Transilvânia com a Romênia

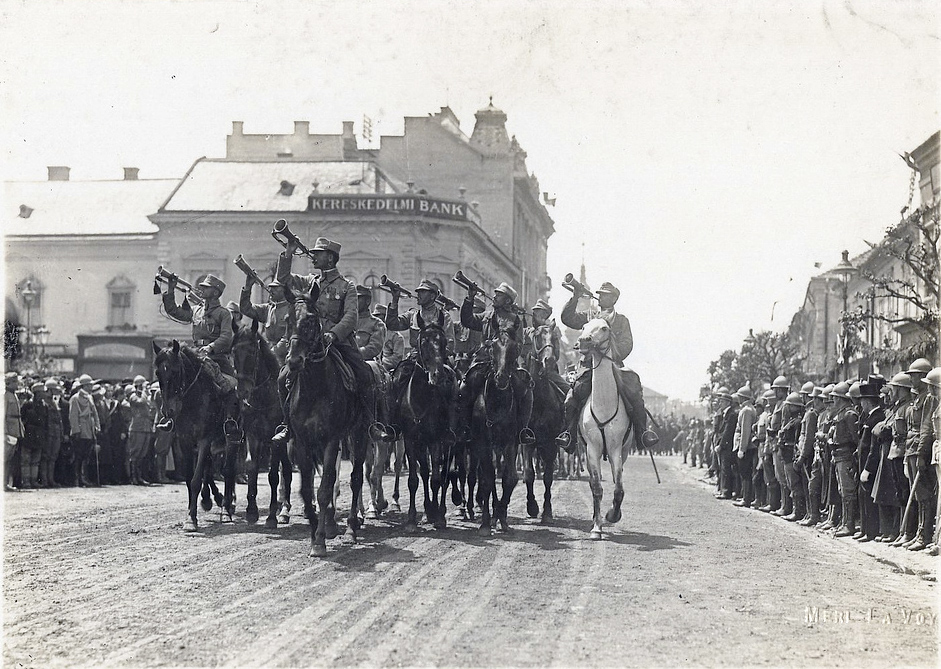
Tropas romenas marchando na Transilvânia

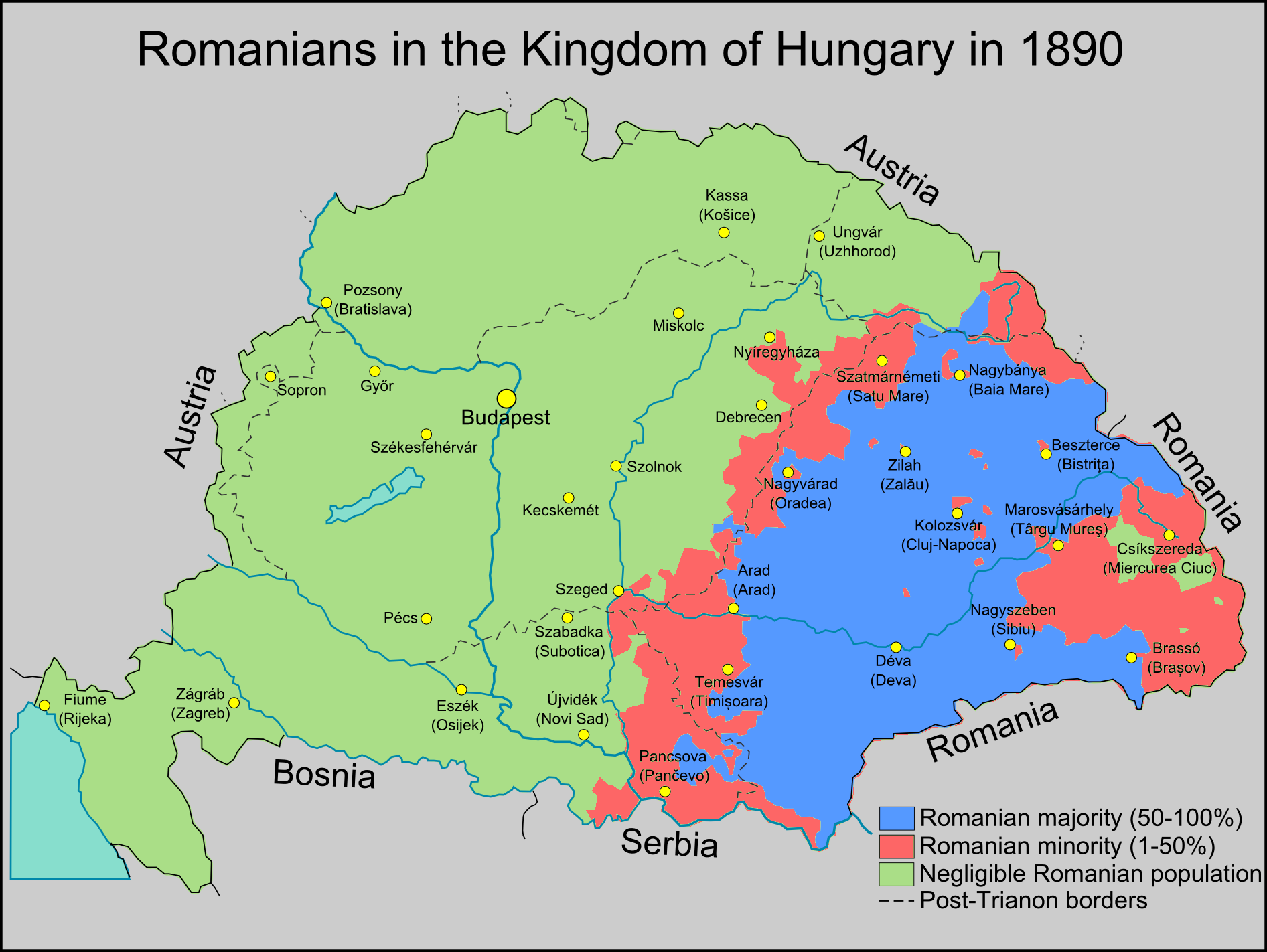
Romenos no Reino da Hungria em 1890

Cronologia das fronteiras da Romênia entre 1859-2010

A União da Transilvânia com a Romênia (português brasileiro) ou Roménia (português europeu) foi declarada em 1 de dezembro de 1918 (18 de novembro no calendário juliano) pela assembleia dos delegados etnicamente romenos da Transilvânia reunidos em Alba Iulia.[carece de fontes?]
O feriado nacional da Romênia, o Grande Dia da União (também chamado Dia da Unificação), que ocorre em 1 de dezembro, comemora este evento. O feriado foi criado após a Revolução Romena de 1989, e marca não só a unificação da Transilvânia, mas também das províncias de Banato, Bessarábia e Bucovina com o Reino da Romênia em 1918, a União da Transilvânia com a Romênia, selando a unificação do país.